# تعداد الولايات المتحدة 1900
تعداد الولايات المتحدة 1900 كان التعداد الثاني عشر للسكان يجرى في الولايات المتحدة. تم إجراء التعداد في 1 يونيو 1900. تم تقدير العدد الكلي للسكان بحوالي 76,212,168 بزيادة 21.0% عن التعداد السابق في 1890.

## وصلات خارجية
- بيانات تاريخية لتعداد سكان الولايات المتحدة